# Esquimo
Esquimo es una bebida fría popular en México

## Ingredientes
(faltan cantidades)
- Leche entera  y/o leche evaporada
- Hielo (preferentemente picado o raspado)
- Azúcar
- Saborizante natural or artificial, por ejemplo: café, vainilla, mango, coco, mamey, fresa, tres leches, cappuccino, piña colada por mencionar algunos.

La consistencia del esquimo similar a un licuado espeso. Esta consistencia se obtiene durante la preparación en la batidora de malteadas también conocida como esquimera.

## Preparación

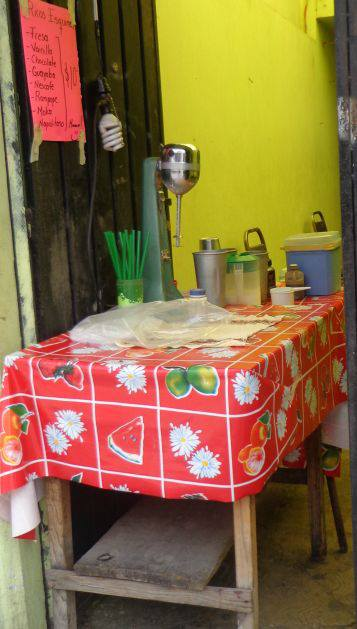
Batidora de malteadas también conocida como "esquimera".

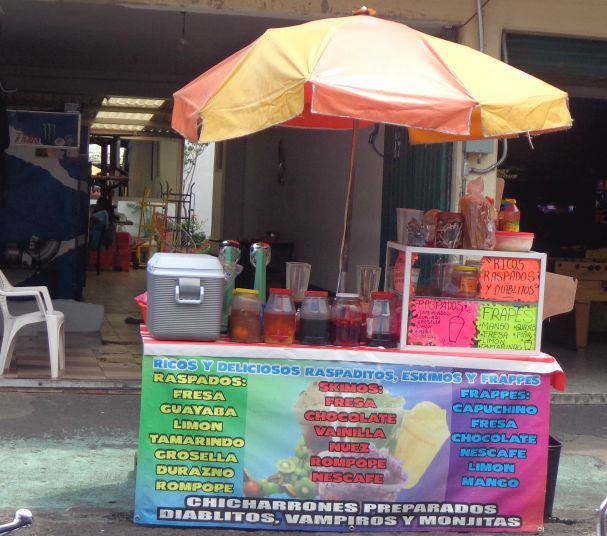
Microempresa dedicada a la venta de esquimos.

Usando una batidora de malteadas, se vierten todos los ingredientes en el vaso mezclador y se mezclan hasta alcanzar una mezcla completamente homogénea, y tome una consistencia espumosa. Al gusto se pueden agregar chispas de chocolate, canela o chochos de colores para adornarlo.

## Características
Los esquimos, los helados y las paletas de hielo son populares durante las temporadas de calor y su venta suele aumentar considerablemente; Es común encontrar vendedores de esquimos en plazas públicas, parques o mercados.